# Куликов Костянтин Олексійович
Костянти́н Олексі́йович Кулико́в (рос. Константин Алексеевич Куликов; 21 травня 1902 — 26 липня 1987) — радянський астроном.

## Біографія
Народився в селі Торіно (нині Костромська область). Після закінчення робітфаку в 1930 році вступив до Московського університету, який закінчив у 1935 році. Відтоді його діяльність пов'язана з Московським університетом. У 1938—1945 і 1951—1955 роках — заступник директора Державного астрономічного інституту ім. П. К. Штернберга. З 1948 року — професор механіко-математичного факультету Московського університету, в 1953—1965 роках — завідувач кафедри астрометрії цього ж університету і завідувач астрономічного відділення Державного астрономічного інституту ім. П. К. Штернберга. З 1965 року — професор кафедри зоряної астрономії та астрометрії фізичного факультету університету. З 1951 — заступник головного редактора «Астрономічного журналу».
Основні наукові роботи належать до фундаментальної астрометрії. Ряд робіт присвячено визначенню астрономічних сталих зі спостережень. Так, з аналізу Пулковських широтних спостережень з 1904 по 1941 роки вивів кілька значень сталої нутації, середнє з яких одно 9,2108" ± 0,0019", що майже не розходиться зі значенням сталої нутації на епоху 2000 року (N = 9,2109"), прийнятим XVI Генеральною асамблеєю Міжнародного астрономічного союзу в 1976 році. Визначив сталу аберації (20,5120" ± 0,0031").
Значні його заслуги в підготовці молодих фахівців. Автор монографій «Фундаментальні сталі астрономії» (1956), «Змінність широт» (1962), «Нова система астрономічних сталих» (1969), «Основи місячної астрометрії» (у співавторстві, 1972), а також підручника «Курс сферичної астрономії» (3-тє вид. 1974) та низки науково-популярних книг.